# Wiener botanische Zeitschrift
Wiener botanische Zeitschrift, abreujat Wiener Bot. Z.), va ser una revista il·lustrada amb descripcions botàniques que va ser editada a Àustria. Es van publicar els números 92–93, als anys 1943–1944. Va ser precedida per Oesterreichisches Botanisches Wochenblatt.